# 알마 (1996년)
알마(Alma, 1996년 1월 17일 ~ )는 핀란드의 싱어송라이터이다. BBC 사운드 오브 2018 리스트에 노미네이트되었다.

## 음반 목록

### 정규 음반
- Have U Seen Her? (2020)

### EP
- Dye My Hair (2016)
- Have U Seen Her? (Part 1) (2019)
- Have U Seen Her? (Part 2) (2020)